# Paramenexenus
Paramenexenus é um género de bicho-pau pertencente à família Lonchodidae.
Espécies:
- Paramenexenus carinulatus Redtenbacher, 1908
- Paramenexenus ceylonicus (Saussure, 1868)
- Paramenexenus congnatus Chen, He & Chen, 2000
- Paramenexenus inconspicuus Redtenbacher, 1908
- Paramenexenus laetus (Kirby, 1904)
- Paramenexenus subalienus Redtenbacher, 1908
- Paramenexenus teres Giglio-Tos, 1910